# Joppa bilimeki
Joppa bilimeki är en stekelart som först beskrevs av Joseph Kriechbaumer 1898.  Joppa bilimeki ingår i släktet Joppa och familjen brokparasitsteklar. Inga underarter finns listade i Catalogue of Life.